# Simon Arthur
Simon Mark Arthur (ur. 7 października 1944) – brytyjski arystokrata, polityk i wojskowy, syn Matthew Arthura, 3. barona Glenarthur, i Margaret Howie, córki kapitana Henry’ego Howie.
Wykształcenie odebrał w Eton College. W 1963 r. został przydzielony do 10 pułku królewskich huzarów (10th Royal Hussars). W latach 1964–1965 był adiutantem Wysokiego Komisarza Korony w Adenie. W latach 1976–1980 był majorem Królewskich Huzarów w Terytorialnej i Ochotniczej Rezerwy Armii (Royal Hussars, Territorial and Army Volunteer Reserve). W latach 1976–1982 był kapitanem Brytyjskich Linii Helikopterowych (British Airways Helicopters).
W latach 1977–1982 był dyrektorem Aberdeen and Texas Corporate Finance Ltd. W latach 1979–1982 pracował równolegle w ABTEX Computer Systems Ltd. Był dyrektorem wykonawczym Hanson plc w latach 1989–1996, zastępcą prezesa Hanson Pacific Ltd w latach 1994–1998 oraz dyrektorem Whirly Bird Services Ltd w latach 1995–2004. Następnie, był konsultantem British Aerospace w latach 1989–1999 i prezesem National Council for Civil Protection w latach 1991–2003. Był prezesem British Helicopter Advisory Board w latach 1992–2004 i prezydentem od 2004 r. Był również dyrektorem Lewis Group w latach 1993–1994, konsultantem Chevron UK Ltd w latach 1994–1997, dyrektorem Millennium Chemicals w latach 1996–2004, konsultantem Hanson plc w latach 1996–1999, konsultantem Imperial Tobacco Group plc w latach 1996–1998, przewodniczącym European Helicopter Association w latach 1996–2003, przewodniczącym International Federation of Helicopter Associations w latach 1997–2004, gubernatorem Nuffield Hospitals od 2000 r., konsultantem Audax Trading Ltd w latach 2001–2002, dyrektorem tej instytucji w latach 2003–2005. Od 2001 r. jest komisarzem Royal Hospital Chelsea, od 2002 dyrektorem The Medical Defence Union, a od 2005 r. dyrektorem Andax Global.
Glenarthur był członkiem rady Ligi Lotniczej od 1994 r. i członkiem National Employers Liaison Committee for Her Majesty Reserve Forces w latach 1996–2002. Od 2002 r. jest również prezesem National Employer Advisory Board for Britain's Reserve Forces. Jest porucznikiem Królewskiej Kompanii Łuczników, honorowym pułkownikiem 306 polowego szpitala i honorowym komandorem lotnictwa 612 szwadronu pomocniczego Royal Air Force od 2004 r. W 1992 r. został członkiem Gildii Pilotów i Nawigatorów. Od 1992 r. jest członkiem Królewskiego Stowarzyszenia Lotników.
Po śmierci swojego ojca w 1976 r. odziedziczył tytuł barona Glenarthur i zasiadał w Izbie Lordów. Po reformie Izby dokonanej przez rząd Tony'ego Blaira zasiada w Parlamencie jako jeden z 92 parów dziedzicznych. Reprezentuje Partię Konserwatywną.
12 listopada 1969 r. poślubił Susan Barry (ur. 5 maja 1945), córkę komandora Huberta Barry'ego i Violet Ruggles-Brise, córki Edwarda Ruggles-Brise'a, 1. baroneta. Simon i Susan mają razem jednego syna:
- Edward Alexander Arthur (ur. 1973)